# Timimoun
Timimoun là một đô thị thuộc tỉnh Adrar, Algérie. Dân số thời điểm năm 2002 là 28.595 người.